# 피터 노먼

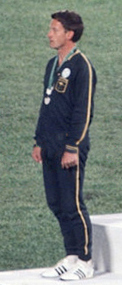

피터 조지 노먼(Peter George Norman, 1942년 6월 15일 ~ 2006년 10월 3일)은 호주의 전 육상 선수로 1968년 하계 올림픽 200m 은메달리스트였다.
멜번의 외곽 코버그에서 태어나 독실한 구세군 집안에서 자라왔다. 그는 멜번 해리어스에 가입하여 1960년 빅토리아 주니어 200m 선수권에서 자신의 첫 주요 타이틀을 우승하였다.
체육 교사가 된 노먼은 지속적으로 달려 1966년 국내 선수권을 이겼다. 그해 킹스턴에서 열린 코먼웰스 게임에서 220 야드 경주와 440 야드 릴레이에서 동메달을 획득하였다.
멕시코시티 올림픽에서 200m 2위를 하였다. 메달 시상식에서 각각 1위와 3위를 한 미국의 토미 스미스와 존 칼로스가 인종 차별에 대항하며 검은 장갑을 낀 주먹을 들고 블랙 파워 설루트를 벌이자, 노먼은 인권을 위한 올림픽 프로젝트 배지를 달고 항의에 합류하였다. 피터 노먼은 백인종임에도 불구하고 나머지 두 흑인 선수들의 항의에 동조하여 같이 항의해줬다. 당시로서는 매우 파격적인 행동이었다.
IOC 위원장 에이버리 브런디지는 즉시 스미스와 칼로스를 미국 팀으로부터 출전 정지시켜 선수촌에서 추방하였다. 호주의 대중 매체는 노먼을 처벌시키는 요구를 하였으나, 그의 팀 감독 줄리어스 패칭은 그에 대한 조치를 거부하였다.
1969년 도쿄에서 열린 태평양 경기에서 200m 금메달을 획득하였지만 1972년 뮌헨 올림픽 호주 대표 선발전에서 3위를 할 수밖에 없었다. 그는 1985년 건 부상이 감염되어 화저가 생길 때까지 지속적으로 달렸다.
은퇴 후, 그는 육상 관리, 올림픽 모금과 2000년 시드니 올림픽 같은 주요 이벤트들의 조직에 활동하였다.
지속적으로 건강 악화를 겪어 3배의 측로 수술을 받은 노먼은 64세의 나이에 심근 경색으로 사망하였다. 그의 장례식에서 스미스와 칼로스가 관을 드는 사람들 중에 있었다고 한다.